# Lugaggia
Lugaggia is een plaats en voormalige gemeente in het Zwitserse kanton Ticino, en maakt deel uit van het district Lugano.
Lugaggia telt 836 inwoners.
Op 20 april 2008 ging de gemeente op in Capriasca.